# Glycinde multidens
Glycinde multidens är en ringmaskart som beskrevs av Müller in Grube 1858. Glycinde multidens ingår i släktet Glycinde och familjen Goniadidae. Inga underarter finns listade i Catalogue of Life.